# Мадхавендра Пури

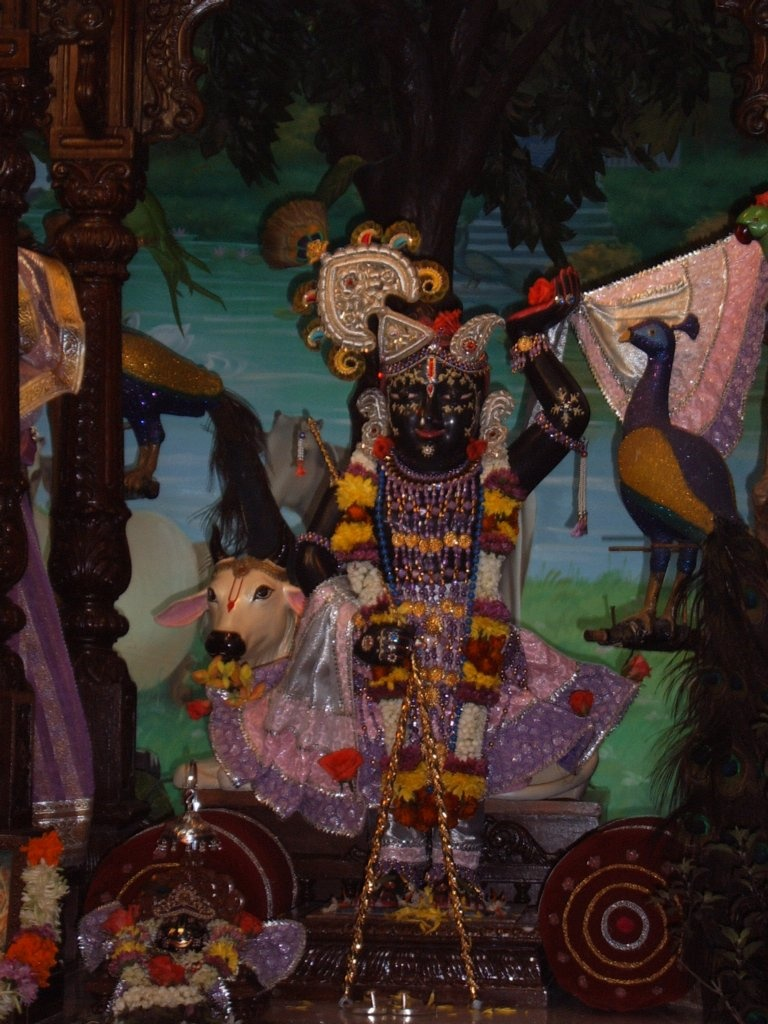
Божество Шринатхджи

Мадхаве́ндра Пу́ри (IAST: Mādhavendra Purī) — вайшнавский святой XIV—XV веков. Считается основоположником поклонения Кришне в умонастроении супружеской любви (мадхурья-раса). Мадхавендра Пури был учеником Лакшмипати Тиртхи и основателем вайшнавских центров в Матхуре и Вриндаване. У Мадхавендры Пури было много учеников, среди которых самыми выдающимися были Ишвара Пури и Адвайта Ачарья.

## Биография
Основным источником о жизни Мадхавендры Пури является «Чайтанья-чаритамрита». Очень мало известно о ранних годах жизни этого святого. В большинстве источников описывается уже более поздний период его жизни после принятия санньясы (отречённого образа жизни). Будучи монахом-санньясином, Мадхавендра совершил паломничество по всей Индии. Он провёл остаток своей жизни в святых местах в Ориссе и во Вриндаване.
Известно, что Мадхавендра Пури был санньясином Шанкара-сампрадаи. Согласно гаудия-вайшнавским источникам, Мадхавендра Пури принадлежал к парампаре Мадхвачарьи, что подтверждается такими книгами как «Гаура-ганоддеша-дипика», «Прамея-ратнавали» и трудами Гопалагуру Госвами. В «Гаура-ганоддеша-дипике» упоминается одна из версий этой парампары, находящаяся в соответствии с другими историческими упоминаниями.
Мадхавендра Пури начал поклонение божеству Шринатхджи во Вриндаване. Согласно преданиям, он чудесным образом обнаружил это божество недалеко от священного холма Говардхана. Шринатхджи впоследствии поклонялся Валлабха — последователь Вишнусвами в Рудра-сампрадае и основоположник традиции пуштимарга. В «Чайтанья-чаритамрите» описывается, что для Валлабхи было также характерно умонастроение мадхурья-расы.
Также описывается, что Мадхавендра Пури чудесным образом получал наставления и дары от божества Кришны в Ремуне (Орисса), известном как Кширачора-Гопинатх. Согласно одному из преданий, однажды божество послало его на поиски особой сандаловой пасты в Малайские горы в Южной Индии.
Мадхавендра Пури ещё до Чайтаньи проповедовал принципы гаудия-вайшнавизма. Некоторые исследователи даже называют Мадхавендру Пури изначальным основателем гаудия-вайшнавизма. Чайтанья принял как своего дикша-гуру самого близкого ученика Мадхавендры Пури — Ишвару Пури.
Мадхавендра Пури умер в Ремуне, где и расположен его самадхи.